# Pelures d'oignon
Pour les articles homonymes, voir Pelure d'oignon.
Pelures d’oignon (titre original : Beim Häuten der Zwiebel) est un ouvrage autobiographique du romancier allemand Günter Grass, paru en 2006, dans lequel il commence par évoquer son enfance à Dantzig, sujet abordé dans sa Trilogie de Dantzig (Le Tambour, Le Chat et la Souris, Les Années de chien) et poursuit par sa jeunesse et ses années de formation.

## Résumé
Le motif dominant est celui de l'oignon, dont les différentes couches de pelure masquent et révèlent successivement les principaux événements qui ont marqué la vie de l'auteur.
Le narrateur commence par décrire son enfance dans un environnement cachoube, dans le Dantzig polonais d'avant-guerre. Sa mère est épicière et lui rétrocède une part d'argent de poche sur les encaissements qu'il parvient à collecter auprès des clients endettés. Il dit avoir ainsi construit son indépendance et son caractère tenace tout en avouant avoir pris des habitudes peu conventionnelles de pré-délinquant. Il dépense son argent de poche en amateur d'art et se constitue des collections de reproductions de tableaux, méticuleusement collectées dans des boites de cigarettes (à la manière des étiquettes de footballeurs Panini).
Comme tous les enfants de son âge, il est d'abord enrôlé dans les Jeunesses hitlériennes, puis est versé comme auxiliaire de DCA dans la Luftwaffe. Le prestige de l'uniforme qui lui permet d'abandonner ses culottes courtes l'aide à connaître ses premiers succès amoureux. Il reste passif lors de l'élimination d'un de ses camarades objecteur de conscience ; porté par son idéalisme, il s'enrôle volontairement dans les sous-mariniers. Mais la marine est alors muselée par la supériorité alliée et dès lors, son engagement idéaliste, dans les derniers moments de la progression soviétique, est concrètement transformé en un périlleux accord pour les Waffen-SS.
Bien loin de Grimmelhausen, son récit picaresque montre surtout son apprentissage de la peur et de la désorganisation d'une armée perdue face au déferlement soviétique et à la répression nazie devant les fuyards, impitoyablement pendus. Il est sauvé par l'intervention de camarades à peine plus âgés et gradés que lui, qui lui permettent de survivre, ne pas être gravement blessé, et quitter l'uniforme SS pour un autre plus acceptable, suffisant pour se faire oublier et parvenir à être fait prisonnier par les Américains.
Après un passage dans un camp de prisonniers américain, il parvient à fréquenter et commercer fructueusement avec les « Amerlos », dont les préoccupations et le mode de vie lui semblent quasi extraterrestres dans une Allemagne qui connaît les plus dures années de son histoire. Ayant quitté l'école jeune, il y complète un peu sa formation bancale en suivant des cours organisés pour occuper le temps. Il y puise notamment des connaissances particulières en cuisine, dont il fait autant usage dans ses romans que dans sa vie privée pour régaler ses invités. Sa dénazification n'est que très progressive et d'abord de façade ; il souligne les contradictions idéologiques d'une armée où règne la ségrégation des soldats afro-américains. Elle semble ensuite sincère lorsqu'il prend brutalement connaissance des déclarations faites au procès de Nuremberg, plutôt qu'à la vue des camps de concentration qu'il pense d'abord manipulée par une contre-propagande.
Rendu à la vie civile, il survit d'abord en travaillant comme manœuvre dans une mine de potasse à Hanovre. Il retrouve sa famille, qui a dû s'exiler et a difficilement subi l'occupation russe. Ne pouvant se résoudre à y reprendre une place qu'il n'y a jamais vraiment eue, il choisit de suivre une formation artistique de sculpteur, pourtant inaccessible à qui n'a, comme lui, pas passé le bac. On lui conseille de travailler d'abord comme tailleur de pierre de marbres funéraires, avant de reposer sa candidature, ce qu'il fait quelques années plus tard, avec succès cette fois.
Ses études lui font connaitre une véritable vie de bohème ; il rencontre les artistes Joseph Beuys, Hans Hartung, Dina Vierny et bien d'autres. Il voyage en particulier en Italie, où il vit une révélation artistique. Il dessine, rencontre des succès féminins et se destine à écrire.

## Réception
L'ouvrage a déclenché une polémique sur le passé de l'auteur et son activité à la fin de la Seconde Guerre mondiale dans les rangs de la Waffen-SS.

## Critiques
- Critique de Gilles Heuré dans Télérama, 13 octobre 2007.